# Centre électronique horloger
El Centre électronique horloger (CEH) (nombre original en francés, que significa Centro Electrónico Relojero) fue una organización privada activa desde 1962 hasta 1984, fundada para desarrollar los relojes electrónicos en Suiza. A partir de 1984, sus actividades quedaron asumidas por el Centro Suizo de Electrónica y Microtecnología (CSEM), una institución dedicada a la investigación y el desarrollo localizada en Neuchâtel.

## Historia

### Origen del Centro
La región del Jura, limitada en recursos naturales y tierras cultivables, históricamente ha centrado su desarrollo en un ambiente adecuado para el desarrollo de los conocimientos técnicos. Esta situación se tradujo en la creación de institutos financiados por la industria local o por las instituciones de la Confederación Suiza. Entre ellos, el Laboratorio de Investigación Relojera, fundado en 1921, que se convirtió en el Laboratorio Suizo de Investigación Relojera en 1939. Como este laboratorio adscrito al instituto de física de la Universidad de Neuchâtel carecía de recursos, en 1939 se inscribió en el registro mercantil una Fundación a favor de un laboratorio de investigación relojera.
Fundada como sociedad limitada el 24 de julio de 1962 en Neuchâtel por un grupo de una veintena de empresas relojeras suizas, entre ellas el grupo Ébauches SA y la poderosa Fédération de l'industrie horlogère suisse (FH), el Centre Électronique Horloger pasó a ser conocido por sus siglas (CEH). Esta institución privada estaba financiada por un consorcio de 20 manufacturas relojeras suizas con el objetivo de desarrollar la técnica y la producción comercial de relojes electrónicos en su país. La CEH, como instrumento de desarrollo y de asistencia, contaba con el apoyo de los fabricantes de movimientos y de determinados fabricantes de relojes, en detrimento de los fabricantes de componentes. De hecho, los fabricantes de resortes, volantes y sistemas antichoque temían con razón que la electrónica invadiera el mercado de los relojes mecánicos.
Durante la década de 1960, la industria relojera suiza se encontró en un punto de inflexión en su historia. Las nuevas técnicas relacionadas con el modo de visualización, la reserva de energía y los volantes reguladores obstaculizaban las ventas de los relojes mecánicos tradicionales. La fundación del Centro de Relojería Electrónica en 1962 permitió a los relojeros suizos seguir la evolución técnica de los relojes de pulsera. De hecho, Lip en Francia, Hamilton y Bulova en Estados Unidos, así como Ébauches en Suiza, anunciaron a finales de los años 1950 la sustitución de los resortes mecánicos por microbaterías eléctricas, y las manecillas por una pantalla digital.
El diapasón oscilador se inventó en 1918 y el oscilador de cuarzo ya en 1921, y los primeros relojes basados en esta técnica no aparecieron hasta 1928 en los EE. UU. y en 1948 en Suiza, de la mano de la Escuela Politécnica Federal de Zúrich. El producto estrella de la CEH fue la familia BETA, un movimiento de reloj de cuarzo que permitiría a la industria suiza competir con los relojes de cuarzo japoneses y estadounidenses. La invención del reloj de diapasón en 1960 por el ingeniero suizo Max Hetzel aceleró este proceso, ya que la empresa Bulova trasladó la producción del movimiento "Accutron" de Biel, Suiza, a los Estados Unidos. Como respuesta a esta transferencia de tecnología, la CEH puso en producción el movimiento BETA 2.1 en 1970, de acuerdo con los prototipos producidos a partir de 1967.

### Liderazgo suizo-estadounidense
El científico estadounidense de origen suizo Roger Wellinger fue el primer director del CEH de 1962 a 1984. Natural de Schaffhausen, estaba trabajando en los Estados Unidos para General Electric cuando fue contratado en 1960 para crear en Neuchâtel un equipo de investigadores encargado de crear un reloj de pulsera de cuarzo. Amenazada por la adquisición de sus patentes por parte de Philips a través de su consorcio suizo-holandés Swiss Industrial Community SA (CISSA), la CEH debió luchar para poder producir localmente su propio movimiento de cuarzo.

### La elección del cuarzo
A finales de 1965, mientras la mayoría de las empresas de la región del Jura todavía intentaban mejorar el reloj mecánico, el CEH apostó todo por el reloj electrónico. Compitiendo con los desarrollos estadounidenses y japoneses, los ingenieros suizos del CEH produjeron por primera vez un calibre electrónico denominado ALPHA. Poco después, con el apoyo del propio Max Hetzel entre 1966 y 1969, el CEH desarrolló el proyecto BETA 1, basado en un diapasón, al igual que el Accutron de Bulova. Pero por problemas de patentes, el calibre 214 que vibraba a 360 Hz utilizaba un resonador en forma de 8. Al mismo tiempo, desde finales de 1965, el CEH utilizaba el cristal de cuarzo a 32 kHz para su calibre BETA 2. El cuarzo genera 8000 veces más oscilaciones que el resonador metálico de un reloj mecánico, y ofrece más precisión.
Concluyendo que el cristal de cuarzo era la solución ideal para sustituir al volante regulador, el plan estratégico del CEH para el año 1966 pasó a ser la producción de un reloj de pulsera accionado por un cristal de cuarzo, alimentado por una pequeña batería eléctrica para sustituir al resorte. El proyecto así definido también tomó el nombre de BETA, en lugar de GAMMA, aunque no tenía nada que ver con el proyecto del diapasón BETA. Las disensiones internas entre los miembros del consejo de administración, el director Max Forrer y los aportadores de financiación impidieron completar los proyectos en marcha.
A pesar de estos problemas, los ingenieros del CEH lograron producir el calibre BETA 1 de cuarzo utilizable en un reloj de pulsera, operativo en julio de 1967. Probado por el Observatorio Cronométrico de Neuchâtel, el reloj CEH-1020 resultante de este proyecto demostró ser mucho más preciso que todos los cronómetros con movimiento mecánico. A pesar del éxito del equipo de Roger Wellinger, el director del centro abandonó el CEH un año después.
Ante esta evidencia, la industria relojera suiza permitió al CEH liderar en 1968 la producción de un movimiento de cuarzo. El calibre BETA 21 resultante llegó al mercado en 1970, poco después que el Seiko Astron, el primer reloj de pulsera de cuarzo de fabricación japonesa. Este avance tecnológico de la industria relojera suiza resultó un fracaso a nivel comercial, pero le abrió el camino en el mercado del cuarzo, animando a otras empresas suizas a desarrollar sus propios movimientos de cuarzo.

### Desaparición del Centro
La colaboración entre los distintos miembros del CEH no siempre estuvo exenta de tensiones: entre los partidarios de la solución electrónica, como Roger Wellinger, Armin Frei, Rolf Loschinger, René Lecoultre; y sus detractores, como Max Forrer o Max Hetzel, la estrategia del Centro era errática, lo que permitió a los japoneses imponer sus productos. Una vez cumplida su función, el CEH se fusionó en 1984 con otros dos institutos relojeros de Neuchâtel, la Fundación Suiza para la Investigación en Microtecnología (FSRM) y el Laboratorio Suizo de Investigaciones Relojeras (LSRH), para convertirse en el Centre Suisse d'Électronique et de Microtechnique SA (CSEM). Cerrado desde 1998, el CEH fue retirado del registro comercial de Neuchâtel el 8 de agosto de 2000.

## Hitos históricos generales
- 1880: Descubrimiento de las propiedades del cuarzo
- 1918: Primer oscilador de diapasón
- 1921: Primer oscilador de cristal de cuarzo
- 1926: Primer reloj de pulsera mecánico automático
- 1928: Primeros relojes de cuarzo en EE. UU.
- 1929: Primer reloj de pulsera mecánico antimagnético
- 1933: Primer reloj de pulsera mecánico a prueba de golpes (Incabloc)
- 1947: Invención del transistor por los Bell Labs
- 1948: Primer reloj de cuarzo en Suiza
- 1955: Primer reloj de pulsera con diapasón
- 1957: Primer reloj de pulsera eléctrico (Lip Electronic)
- 1959: Invención del circuito impreso MOS (Metal Óxido Semiconductor)
- 1960: Primer reloj de pulsera con diapasón (Bulova Accutron), desarrollado por Max Hetzel (calibre 614).
- 1967: Primer reloj de pulsera de cuarzo suizo (CEH-1020 Beta 1 y CEH-1020 Beta 2)
- 1969: Primer reloj de pulsera de cuarzo (Seiko Astron SQ35)
- 1969: Primer reloj de pulsera con pantalla LED (Hamilton Pulsar)
- 1969: Primer reloj de pulsera con pantalla LCD
- 1970: Primer calibre de cuarzo suizo (CEH-2021 Beta 21)
- 1970: Primer reloj de pulsera mecánico sin agujas (Zodiac Astrographic)
- 1971: Invención del procesador de 4 bits (Intel 4004)
- 1971: Primer reloj de pulsera mecánico de plástico (Tissot Astrolon)
- 1972: Segundo reloj de pulsera de cuarzo suizo (Longines Ultraquartz)
- 1973: Tercer reloj de pulsera de cuarzo suizo (Omega Megaquartz)
- 1974: Segundo reloj de pulsera con diapasón (Omega Megasonic), desarrollado por Max Hetzel (calibre 9162).
- 1983: Primer reloj de pulsera de cuarzo de plástico (ETA Swatch)

| Año       | Tipo de reloj                       | Frecuencia de funcionamiento | Precisión            |
| --------- | ----------------------------------- | ---------------------------- | -------------------- |
| Siglo XVI | Reloj mecánico con volante de metal | 1-8Hz                        | +/- 1 minuto/al día  |
| 1960      | Reloj electrónico con diapasón      | 360 Hz                       |                      |
| 1967      | Reloj electrónico de cuarzo         | 32 kHz                       | +/- 1 segundo/al día |